# Þórður
Þórður (transkribiert Thordur) ist ein isländischer männlicher Vorname.

## Herkunft und Bedeutung
Der Name ist eine Kurzform des altnordischen Namens Þórfreðr, der sich wiederum vom Götternamen Þórr und friðr (deutsch: Frieden) ableitet.
Das zugehörige Patronym ist Þórðarson bzw. Þórðardóttir.

## Namensträger
- Guðmundur Þórður Guðmundsson (* 1960), isländischer Handballtrainer und -spieler
- Hannes Þórður Pétursson Hafstein (1861–1922), isländischer Politiker und Poet, erster isländischer Premierminister
- Þórður Guðjónsson (* 1973), isländischer Fußballspieler
- Þórður Guðmundsson (1908–1988), isländischer Wasserballspieler
- Þórður Jónsson (Heiliger) (um 1340–1385), isländischer Heiliger
- Þórður Jónsson (Theologe) (Þórður Jónsson í Hítardal; um 1609–1670), isländischer Theologe und Gelehrter
- Þórður Jónsson (Priester) (1672–1720), isländischer Priester
- Þórður Jónsson (Fußballspieler, 1934) (* 1934), isländischer Fußballspieler
- Þórður Jónsson (Fußballspieler, 1945) (* 1945), isländischer Fußballspieler
- Þórður Narfason (gest. 1308), isländischer Rechtsgelehrter
- Þórður Þorláksson (1637–1697), isländischer Geistlicher, Bischof von Skálholt
- Þórður Þórðarson (Fußballspieler, 1930) (1930–2002), isländischer Fußballspieler
- Þórður Þórðarson (Fußballspieler, 1972) (* 1972), isländischer Fußballspieler
- Þórður Pálsson, isländischer Regisseur